# Jules Bianchi
Jules Bianchi (født 3. august 1989, død 17. juli 2015) var en fransk racerkører. Han kørte i Formel 1 i 2013 og 2014 for Marussia-teamet. Han havde tidligere konkurreret i Formel 3, GP2 og Formel Renault 3,5-liter. Han døde som følge af skader han pådrog sig i en voldsom ulykke under Japans Grand Prix 2014.